# Линец (озеро, Полоцкий район)
Лине́ц (бел. Ліне́ц) — озеро в Полоцком районе Витебской области Белоруссии. Относится к бассейну реки Дрисса. Находится в 32 км к северо-востоку от города Полоцк, в 5 км к юго-востоку от деревни Мариница Россонского района.
Площадь поверхности водоёма составляет 0,06 км². Длина — 0,32 км, наибольшая ширина — 0,2 м. Длина береговой линии — 0,85 м.
Озеро расположено посреди заболоченного леса. К западной части водоёма подступает болото.
Склоны котловины не выражены.
Вытекает ручей, впадающий в реку Маринец.